# Newman’s Own
Newman's Own — продуктовая компания, основанная актером Полом Ньюманом и автором А. Хочнером в 1982 году. Компания  направляет 100% прибыли после уплаты налогов от продаж в собственный фонд, который, в свою очередь, перечисляет деньги в различные образовательные и благотворительные организации.
Продуктовая компания «Newman's Own» началась, когда Ньюман сделал специальный соус к салату и решил угостить друзей и соседей. Продукт имел успех и подтолкнул его к идее создания собственной компании по производству салатных соусов. В 1982 году он создал компанию, которая выпускает более десятка  продуктов: замороженные пиццу, хлопья, попкорн, сальсу, йогурты, безалкогольные напитки. На каждой этикетке есть фотография Ньюмана, одетого в различные костюмы.
В 1993 году дочь Ньюмана Нелл Ньюман основала «Newman's Own Organics» как подразделение компании, которая в конце 2001 года стала отдельной компанией. Она производит только натуральные продукты включая шоколад, печенье, крендели с солью и корм для животных. Её отец позировал с нею для фотографий на этикетках.
В 2005 году Ньюманом был создал некоммерческий фонд «Newman's Own Foundation». В 2014 году Фонд помог более 700 организациям, которые в общей сложности получили около $30 млн. Согласно официальному сайту Фонда Ньюмана, с 1982 по 2014 год фонд пожертвовал более 400 млн долларов на благотворительность.
Компания «Newman's Own» является важный источником дохода для таких организаций, как сеть лагерей для детей c угрожающими жизни заболеваниями Hole in the Wall, которая была основана Ньюманом.